# Лывжа (блюдо)
Лывжа (осет. лывзæ) — блюдо осетинской кухни, густой суп, жаркое или рагу из мяса и картофеля. Это блюдо особенно распространено у равнинных осетин, разводящих различную домашнюю птицу.
Мясо (говядина, баранина или птица) нарезают крупными кусочками, тушат до полуготовности, добавляют нарезанный кубиками картофель, обжаренный репчатый лук и морковь (если лывжа готовится с мясом птицы, добавляют сметану).
В конце кладут перец, чеснок, соль и обязательно тимьян (чабер). При подаче посыпают зеленью.